# Елизабет фон Зайн-Витгенщайн
Елизабет фон Сайн-Витгенщайн (на немски: Elisabeth von Sayn-Wittgenstein; * 4 септември 1609, Зимерн; † 8 декември 1641) от род Сайн-Витгенщайн е графиня от Сайн-Витгенщайн-Витгенщайн и чрез женитба графиня на Сайн-Витгенщайн-Хомбург.

## Произход
Тя е дъщеря на граф Лудвиг II фон Сайн-Витгенщайн-Витгенщайн (1571 – 1634) и съпругата му графиня Елизабет Юлиана фон Золмс-Браунфелс (1578 – 1634), дъщеря на граф Конрад фон Золмс-Браунфелс (1540 – 1592) и графиня Елизабет фон Насау-Диленбург (1542 – 1603), дъщеря на граф Вилхелм I „Богатия“ фон Насау-Диленбург.
Елизабет фон Сайн-Витгенщайн умира на 8 декември 1641 г. на 32 години.

## Фамилия
Елизабет фон Сайн-Витгенщайн се омъжва 1635 г. за граф Ернст фон Сайн-Витгенщайн-Хомбург (* 8 април 1599, Берлебург; † 20 март 1649), син на граф Георг II фон Сайн-Витгенщайн-Берлебург (1565 – 1631) и графиня Елизабет фон Насау-Вайлбург (1572 – 1607). Те имат децата:
- Георг Лудвиг (* 16 януари 1637; † 30 март 1661), граф на Сайн-Витгенщайн-Хомбург
- Катарина Елизабет (* 23 юни 1639, Витгенщайн; † 13 декември 1671, Вертхайм), омъжена на 10 юни 1661 г. в Хомбург за граф Лудвиг Ернст фон Льовенщайн-Вертхайм-Вирнебург (1627 – 1681)
- Вилхелм Фридрих (* 16 август 1640; † 25 октомври 1698, Хомбург), граф на Сайн-Витгенщайн-Хомбург, женен на 8 септември 1673 г. за Анна Мария Магдалена фон Сайн-Витгенщайн-Хоенщайн (1641 – 1701)
- Анна Амалия (* 6 декември 1641, Хомбург; † 17 март 1685, Браке), омъжена на 28 май 1663 г. в Хомбург за граф Казимир фон Липе-Браке (1627 – 1700)
- три деца

Ернст се жени втори път на 11 септември 1642 г. във Валдек за графиня Кристина фон Валдек-Вилдунген (* 29 декември 1614; † 7 май 1679, Хомбург).